# Stefano D'Aste
Stefano D'Aste, född 26 februari 1974 i Genua, är en italiensk racerförare som har tävlat för Scuderia Proteam Motorsport och Wiechers-Sport i World Touring Car Championship med en BMW 320si under flera år. Säsongen 2007 vann han Yokohama Independents' Trophy, privatförarcupen. Efter säsongen 2010 drog han sig ur mästerskapet, men gjorde dock några inhopp för Wiechers-Sport under 2011. D'Aste driver en restaurang i Bergamo och är återförsäljare av Lotus-bilar i sitt hemland.

## Externa länkar

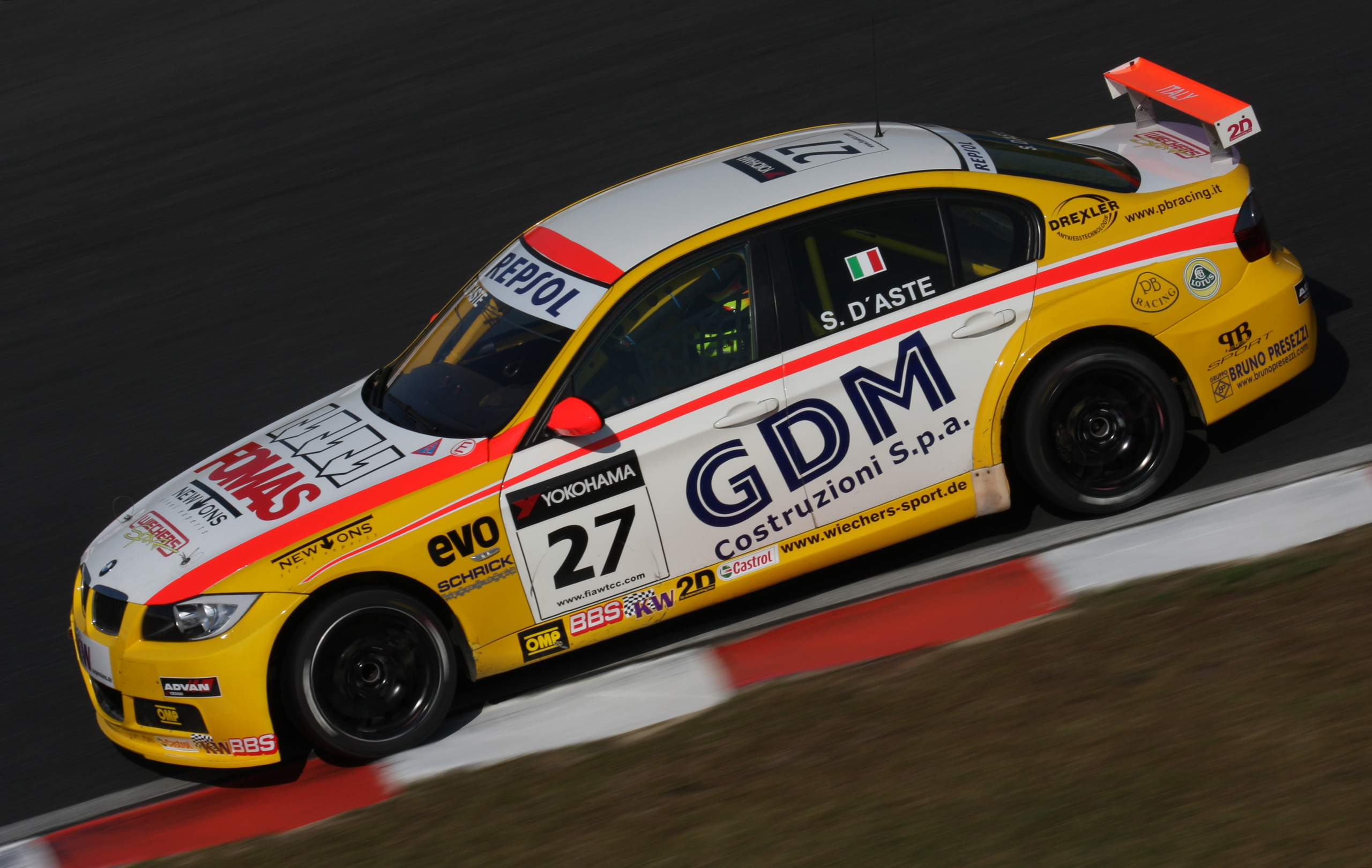
Stefano D'Aste i FIA WTCC Race of Japan på Okayama International Circuit 2009.